# 正氣塾
- 正氣塾
- 正気塾

正氣塾（せいきじゅく）は、九州、長崎県を中心に活動する右翼団体。

## 概要
1981年4月、若島征四郎が「文天祥の正氣の歌に和す（正氣の詩、藤田東湖）」に触れて感動し、正氣の気風を広く日本の青少年達に伝えるために創立。
1984年2月17日、フジテレビ『森田一義アワー 笑っていいとも!』の生放送中に未成年のメンバーがスタジオに押し入って、火のついていない発煙筒を投げ込む事件を起こし、新宿警察署に建造物侵入と威力業務妨害の容疑で逮捕された。
1990年1月18日、東京本部長代行・田尻和美が、時の長崎市長・本島等の暗殺未遂事件（長崎市長銃撃事件）を起こす。団体のウェブサイトは、「過去の主な活動」とするコーナーに、長崎地方裁判所大村支部判事拉致事件や長崎新聞社銃撃事件、長崎地裁銃撃事件などの凶悪犯罪行為を、「天誅」等と称してこの長崎市長銃撃事件と共に掲載している。他にも、加藤紘一宅放火事件を正当化する趣旨の声明を発表した。
2004年11月26日、本宮ひろ志作『国が燃える』の南京大虐殺や百人斬り競争に関する記述は虚偽であり日本の誇りを傷つけるものであるとして、掲載誌出版元の集英社に街宣車で乗り付けて抗議した。
2006年4月24日、若島和美（田尻が塾長・若島征四郎に養子入りし改姓）が「爆笑問題の太田光がラジオ番組で反日的な発言をした」「太田が『亜細亜への謝罪のため靖国神社は破壊すべき』と発言した」というインターネット上の、主に2ちゃんねるで流れていた噂を根拠として、太田の所属事務所タイタンに抗議活動を行った。正氣塾の幹部は「ラジオの発言を知人が実際に聞いている」と主張しているが、タイタン側はそのような発言はしていないとこの噂を否定している。なお、太田自身は生まれ育った日本に対する愛着があることを公言しており「なにより、東京や日本が好きだ」「やっぱり俺は日本という国が好きだ」といった発言をしている他、靖国神社への参拝やA級戦犯の合祀にも理解を示し、戦死者や遺族の心情に寄り添う立場をとっている。
街宣車に特徴があり「日本道路公団」の払い下げの車両（道路パトロール車）を使用し、「日本道路公園」と表記し直しただけで塗色は変えずに使用したのは問題ではないのかとして、ニュースになったことがある（黄の地に白帯の塗装は道路保守車両以外には認められない）。また、救急車や消防指揮車も所有している。
2009年7月には、鳩山由紀夫を政治資金規正法違反で告発。東京地検特捜部が不起訴処分としたため、2010年2月に起訴相当の議決を求める申し立てを東京第四検察審査会に行なっている（審査の結果却下されたと見られる）。
2016年4月6日 薬品販売会社に街宣車で脅迫を加えたなどとして、埼玉県警公安2課に暴力行為等処罰ニ関スル法律違反の疑いで、代表の男ら3人が逮捕された。2015年10月16日ごろ、薬品会社会長に警告書を郵送。20日には、同社の都内にある販売店に対し、街宣車で「暴力団と関係にある健康食品卸売会社と取引を行っている」などと演説し、脅迫した疑い。
現在は若島和美が塾長となっている。 月刊『正論ジャーナル』『右勇』を発行。
現在の街宣車保有数は、3台程になっている